# Mark Leth Pedersen
Mark Leth Pedersen (født 17. august 1989) er en tidligere dansk fodboldspiller.
Han har tidligere spillet i Brøndby IF, HB Køge, FC Vestsjælland, Landskrona BoIS, Brønshøj BK, Næstved BK, FC Roskilde, FC Helsingør samt senest Skovshoved IF.

## Karriere
Den 18. juli 2017 blev det offentliggjort, at FC Helsingør havde hentet Pedersen transferfrit. Her havde han skrevet under på en toårig kontrakt.